# Shen Quan
Shen Quan (chinesisch 沈銓 / 沈铨, Pinyin Shěn Quán, W.-G. Shen Ch'üan), Zì Nanpin (南蘋,  Nánpín), Hào Hengzhai (衡斎,  Héngzhāi; circa 1682–1762) war ein chinesischer Maler aus der Zeit der Qing-Dynastie, der während seines zweijährigen Aufenthaltes in Nagasaki eine realistische Ausführung der Themen wie „Blumen und Vögel“ lehrte.

## Leben und Werk
Shen Quan stammte aus Wuxing in der Provinz Zhejiang. Er kam am 3. Tag des 12. Monats des Jahres 1731 nach Nagasaki, unterrichtete während seines zweijährigen Aufenthaltes den Maler Yū Hi in einer realistischen Formgebung von „Blumen und Vögeln“-Bildern (花鳥画, Kachōzu). Shen verließ Japan am 25. Oktober 1733, blieb aber weiter im Kontakt mit Japan und sandte Bilder.
Yū Hi seinerseits unterrichtete Sō Shiseki und den Mönch der Ōbaku-Richtung Kakutei (鶴亭; 1722–1785). Danach breitete sich der Nanpin-Stil im ganzen Lande aus. In Kyoto wurde Maruyama Ōkyo von Shen beeinflusst, und auch in Edo wurde dieser Stil aufgenommen von Malern wie Tani Bunchō und Watanabe Kazan. Über Hiraga Gennai gelangte dieser Stil bis nach Akita, dorthin zusammen mit dem realistischen Stil, der von Europa über Nagasaki nach Japan gelangte.
Neben der realistischen Malweise zeichnet sich Shens Stil durch betont asymmetrische Komposition bei der Bildgestaltung von Hängerollen aus.

## Galerie
|  |  |  |  |  |

## Weblink
| Personendaten    | Personendaten               |
| ---------------- | --------------------------- |
| NAME             | Shen, Quan                  |
| ALTERNATIVNAMEN  | Nanpin (Zì); Hengzhai (Hào) |
| KURZBESCHREIBUNG | chinesischer Maler          |
| GEBURTSDATUM     | 1682                        |
| STERBEDATUM      | 1762                        |